# Brasilotyphlus braziliensis
Brasilotyphlus braziliensis é uma espécie de anfíbio da família Siphonopidae. Endêmica do Brasil, pode ser encontrada no estado do Amazonas. Registros prévios nos estados do Amapá, Roraima e Pará foram atribuídos a erros de identificação.